# Ружинці
Ру́жинці (болг. Ружинци) — село у Видинській області Болгарії. Адміністративний центр громади Ружинці.

## Населення
За даними перепису населення 2011 року у селі проживали 883 особи.
Національний склад населення села:
| Національність   | Кількість осіб | Відсоток |
| ---------------- | -------------- | -------- |
| болгари          | 689            | 78,4%    |
| цигани           | 184            | 20,9%    |
| турки            | 3              | 0,3%     |
| Всього відповіли | 879            |          |

Розподіл населення за віком у 2011 році:
Динаміка населення: